# Anopheles pampanai
Anopheles pampanai är en tvåvingeart som beskrevs av Buttiker och Beales 1959. Anopheles pampanai ingår i släktet Anopheles och familjen stickmyggor. Inga underarter finns listade i Catalogue of Life.